# Kenni
Kenni – wieś w Estonii, prowincji Rapla, w gminie Kehtna.